# Pasquale Discepolo
Pasquale Discepolo (New York, 6 novembre 1916 – Sorrento, 10 novembre 1995) è stato un ingegnere e mineralogista italiano.

## Biografia
A pochi anni d'età rimase orfano di madre e suo padre Ciro, non potendo accudire lui e il fratello maggiore, li fece tornare in Italia, dove Pasquale visse in un collegio di Vico Equense gestito dai padri gesuiti. Vi frequentò gli studi fino ad ottenere la maturità scientifica. Fin da bambino mostrò un grande interesse per i minerali e iniziò a collezionarli, insieme anche a monete e francobolli.
Avrebbe voluto iscriversi ad ingegneria mineraria, ma suo padre non acconsentì e così optò per il corso di Ingegneria civile all'Università di Napoli. Negli ultimi anni dell'università abitò a Napoli presso una famiglia. Fu lì che conobbe la sua futura moglie, Elena Ruggiero, figlia di un commerciante di tessuti. Si laureò nel 1941 e pochi giorni dopo si sposò con Elena e partì per il servizio militare. Venne assegnato in qualità di ufficiale  a Nettuno in un centro di prove sui proiettili di artiglieria.
Subito dopo l'8 settembre 1943 cercò di tornare al suo paese; durante il viaggio, che fece a piedi, scampò miracolosamente all'arresto da parte dell'esercito tedesco e quindi alla deportazione in Germania, cosa che toccò a diversi suoi colleghi ufficiali. Poco dopo la guerra fu assunto come ingegnere presso il cantiere navale di Castellammare di Stabia che però, pochi anni dopo, licenziarono tutto il personale per una sopraggiunta crisi economica del Paese e dell'Azienda. Dopo il licenziamento restò per molti mesi disoccupato, ma nel 1956 trovò lavoro come rappresentante di prodotti industriali e apparecchiature scientifiche. Continuò con questo lavoro per il resto della vita.
L'ingegner Pasquale Discepolo coltivò sempre una grande passione per i minerali, che si recava personalmente a raccogliere in varie località della Campania e del Lazio. Diventò noto come un grande esperto di mineralogia. Alla Fiera della Casa di Napoli gli fu chiesto di “indovinare” il nome di diversi tipi di marmi di Carrara: egli li classificò subito (non li indovinò), spiegando anche le caratteristiche che li differenziavano tra loro.
Dal matrimonio con Elena nacquero quattro figli: Rosanna (Napoli, 1942), Lia (Napoli, 1945), Ciro (Napoli, 1948) e Bruno (Vico Equense, 1952).

## Fondazione Discepolo
La Fondazione Discepolo, ente morale senza scopo di lucro, è nata nel gennaio 1992 grazie dalla collaborazione tra l'ingegner Pasquale Discepolo e il Comune di Vico Equense. Si propone di promuovere, con particolare riferimento al territorio di Vico Equense, alla Penisola sorrentina e alla Campania, lo studio e la divulgazione delle scienze naturali, fisiche e ambientali, e di incentivare la conoscenza e la fruizione delle risorse naturali, storiche, artistiche, antropologiche e architettoniche esistenti o esistite sul territorio.
Il 22 ottobre 1992 la fondazione ha inaugurato a Vico Equense il Museo mineralogico campano, dotato inizialmente della vasta collezione di minerali donata dall'ingegner Pasquale Discepolo. Nel marzo 1997  il museo è stato arricchito dalla sezione fossili, e Il 24 marzo 2001 è stata inaugurata la sezione "Gemme", nata dalla donazione De Felice-Sbriziolo.
Nell'estate del 1998 il Dr. Umberto Celentano, direttore del Museo mineralogico campano, propose alla Fondazione di istituire il Premio Capo D'Orlando, destinato a studiosi nei settori della scienza, della comunicazione multimediale ed altri. Il premio è stato assegnato ogni anno a partire dal 1999.
Pasquale Discepolo è stato presidente della Fondazione Discepolo fino alla sua scomparsa nel 1995, poi il ruolo è passato al figlio Arch. Bruno Discepolo fino al 30 maggio 2018. Dal 
settembre 2018 ne è presidente l'Arch. Barbara Rubertelli, figlia di Lia Discepolo.